# Ville-en-Waret
Ville-en-Waret  est une localité de la ville belge d'Andenne située en Région wallonne dans la province de Namur.
Avant la fusion des communes de 1977, Ville-en-Waret faisait partie de la commune de Vezin. 

## Situation
Cette localité hesbignonne se trouve à une dizaine de kilomètres des villes de Namur (au sud-ouest) et d'Andenne (à l'est). Ville-en-Waret avoisine aussi les villages de Gelbressée, Franc-Waret, Hingeon, Vezin et Wartet ainsi que le hameau de Houssoy. L'autoroute E42 passe à environ 2,5 km au nord.

## Description
Le noyau ancien de la localité se trouve dans la vallée du ruisseau de Mochenaire appelé en aval l'Haigneau, un affluent de la Meuse. Le hameau s'est agrandi par la construction assez récente d'habitations de type pavillonnaire sur le versant nord du ruisseau dans les quartiers des Hautes Communes, du domaine du Bois Gilet et du Baty des Monts.

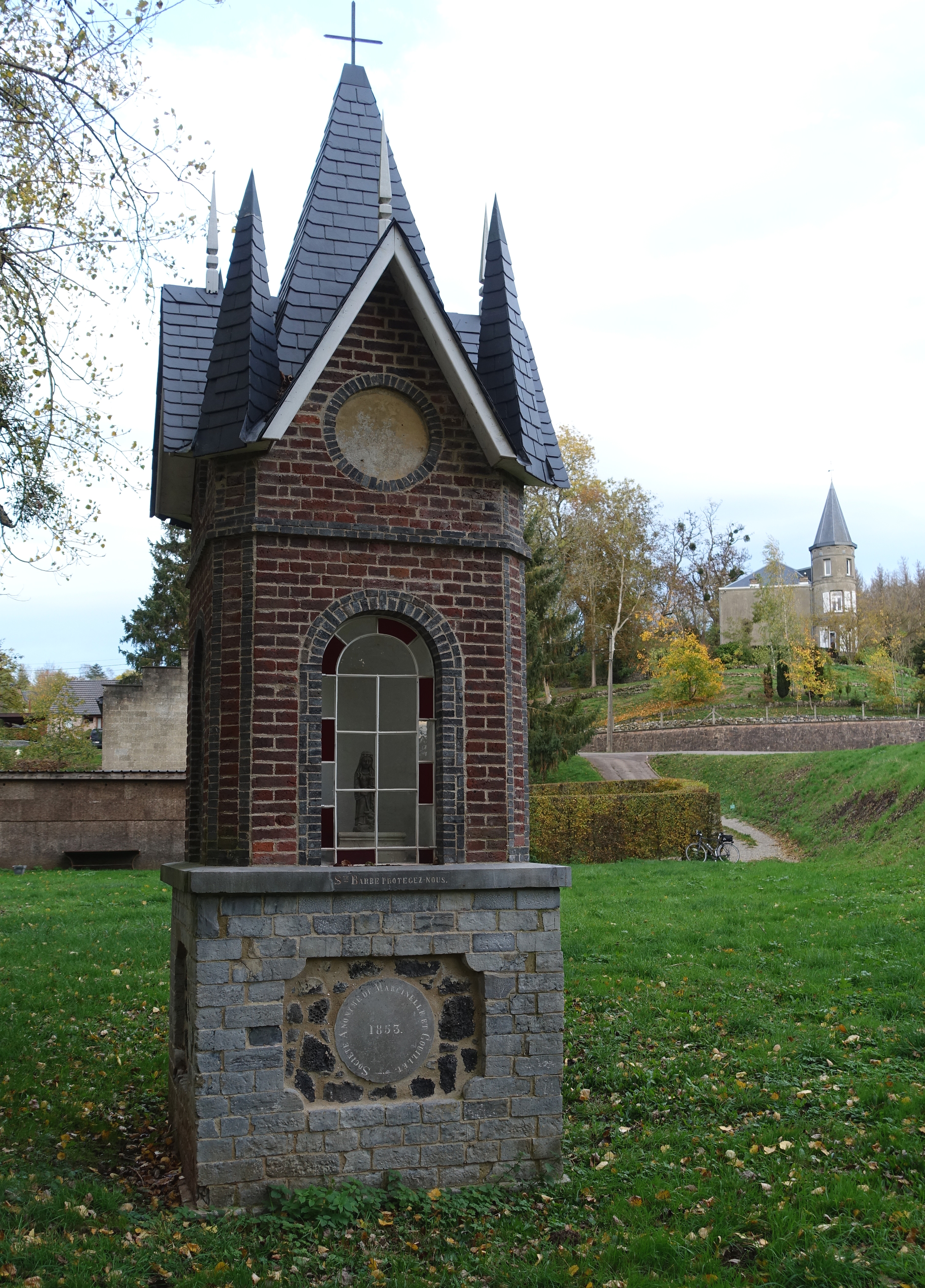
Chapelle Sainte Barbe de 1853, financée par société de minière de fer S.A. de Marcinelle et Couillet avec Li Tchestia Picard, le manoir de l'ancien directeur de la mine en arrière-plan

## Activité minière
Déjà au 18e siècle l'oligiste (minerai contenant du fer) était exploité à Ville-en-Waret. 
Dès le 19e siècle l'extraction était faite de manière industrielle, avec galeries et puits. En 1881, la Société des Minières Réunies de Houssoy et Ville-en-Waret était fondée, c’était une fusion de trois sociétés sidérurgiques  qui antérieurement exploitaient par petits puits dans les villages de Houssoy et Ville-en-Waret, hameaux de la commune de Vezin. Ces trois sociétés voyaient leurs puits périodiquement noyés et ne disposaient pas de moyens perfectionnés pour épuiser les eaux. Ils décidèrent de fusionner et de créer à Ville-en-Waret, siège “Bois des Maçons”, une exploitation le plus important et moderne pour l’époque. La société fit installer en 1882 une machine d'exhaure de 300 cv et établir un chemin de fer pour relier ses entrepôts à la gare de Marche-les-Dames. Ils y travaillaient plus de 500 mineurs.

L'exploitation cesse au tout début du XXe siècle. Peu de traces de cette activité minière subsistent aujourd'hui.
Dans le paysage, peuvent encore se lire les traces du passé. Et il y a encore: 
- la petite chapelle Sainte-Barbe, bâtie en l’honneur de la patronne des mineurs en 1853;
- le monument érigé à la mémoire des 21 mineurs décédés dans la catastrophe du Baty Driane en 1883;
- "li tchestia Picard", la demeure de l’ancien directeur des mines avec (au sud) le terril sur lequel on déversait à l'époque les schistes provenait du puits de "Bois des maçons"[2].

## Patrimoine
L’église Saints-Pierre-et-Paul a été construite en 1861 d'après les plans de l'architecte Émile Coulon dans un style néo-classique, en grès et pierre de taille. Elle possède trois nefs et un chevet semi-circulaire. Elle est entourée de son cimetière. Elle se situe à la sortie du village près du hameau de Houssoy.
La ferme du Vivier construite en moellons de calcaire date le la première moitié du XVIIe siècle. Elle est reprise sur la liste du patrimoine immobilier classé d'Andenne depuis 1989.

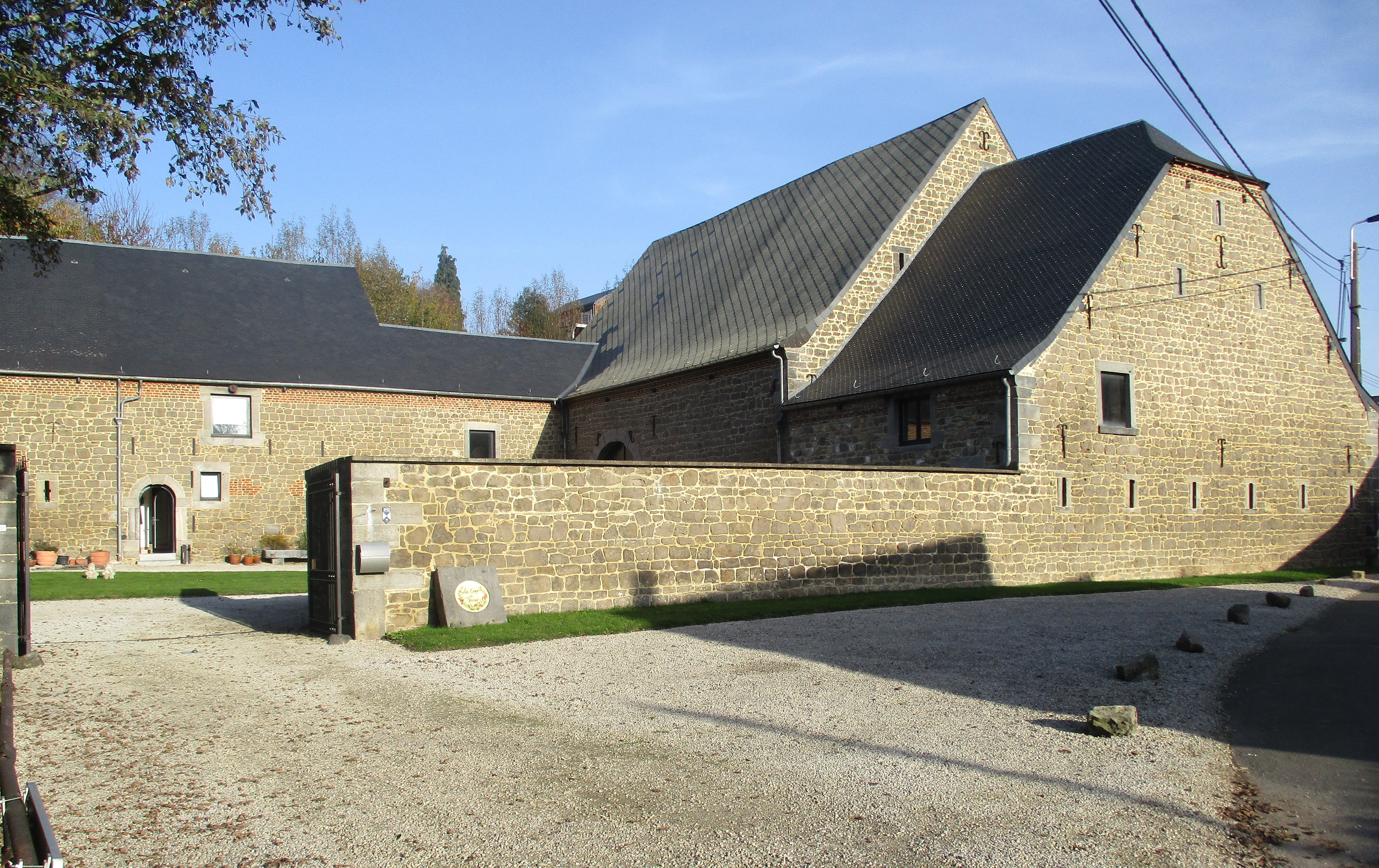
La Cense du Vivier

## Activités
La localité possède une école communale sise à proximité de l'église. Elle a fermé ses portes en juin 2014.
Depuis le 1er janvier 2017, une brasserie artisanale "La Mochenaire" a commencé ses activités professionnelles dont le siège est à 5080 Fernelmont alors que les recettes sont réalisées à 5300 Andenne (Vezin). Elle produit et commercialise la bière "La Mochenaire Black" qui est une bière ambrée foncée de belle amertume et épicées au gingembre, coriandre et anis étoilé. En septembre 2017, elle est rejointe par une "Mochenaire Blonde" accessible à un plus large public; elle se caractérise par ses arômes agrumes et floraux et toujours la présence de gingembre qui a la particularité de rendre les bières "Mochenaire" très digestes. Depuis Janvier 2019, la brasserie Mochenaire brasse dans ses propres locaux à Vezin et produit actuellement une troisième bière la "LITTLE ONE" une bière blonde à 5.8°, belle rondeur, aux saveurs d'agrumes et florales, une bière caractérisée par son côté féminin. 
L'appellation "Mochenaire" a été choisie car c'est le nom du ruisseau qui trace la frontière naturelle entre les communes d'Andenne et de Fernelmont. Le mot "Mochenaire" viendrait de l'ancien mot wallon "Mouchenêre" endroit fréquenté par les oiseaux (mouchons en liégeois mohon) Cf. Jules Herbillon (1896-1987) spécialiste de l'onomastique dans "Le Guetteur wallon" de 1968.